# Heves
Heves – miasto na Węgrzech, w komitacie Heves, w powiecie Heves.

## Historia
W 1203 nazwa została po raz pierwszy wymieniona w dokumentach, a 68 lat później Heves był siedzibą parlamentu (w 1271 roku). Turcy wielokrotnie spustoszyli Heves w XVI wieku. Sowiecka Kwatera Główna mieściła się w Heves w czasie II wojny światowej, kiedy armia sowiecka oblegała Budapeszt i Wiedeń.

## Miasta partnerskie
- Tornaľa
- Sulejów